# Liste des conseillers régionaux de l'Isère
Les conseillers régionaux de l'Isère sont des conseillers qui sont élus dans le cadre des élections régionales pour siéger au conseil régional d'Auvergne-Rhône-Alpes.

## Mandature 2021-2028
L'Isère compte 32 conseillers régionaux au niveau du département sur les 204 élus du conseil régional d'Auvergne-Rhône-Alpes.
| Groupe politique                                              | Nom                      | Parti | Parti                                                                             |
| ------------------------------------------------------------- | ------------------------ | ----- | --------------------------------------------------------------------------------- |
| Les Républicains, Divers droite, Société civile et Apparentés | Yannick Neuder           |       | LR                                                                                |
| Les Républicains, Divers droite, Société civile et Apparentés | Henri Baile              |       | LR                                                                                |
| Les Républicains, Divers droite, Société civile et Apparentés | Nathalie Beranger        |       | LR                                                                                |
| Les Républicains, Divers droite, Société civile et Apparentés | Thierry Kovacs           |       | LR                                                                                |
| Les Républicains, Divers droite, Société civile et Apparentés | Gilles Chabert           |       | LR                                                                                |
| Les Républicains, Divers droite, Société civile et Apparentés | Géraldine Bardin-Rabatel |       | DVD                                                                               |
| Les Républicains, Divers droite, Société civile et Apparentés | Éric Bonnier             |       | LR                                                                                |
| Les Républicains, Divers droite, Société civile et Apparentés | Jean-Claude Darlet       |       | DVD                                                                               |
| Les Républicains, Divers droite, Société civile et Apparentés | Sylvie Dezarnaud         |       | LR                                                                                |
| Les Républicains, Divers droite, Société civile et Apparentés | Jean-Pierre Girard       |       | LR                                                                                |
| Les Républicains, Divers droite, Société civile et Apparentés | Raphaël Mocellin         |       | LR                                                                                |
| Les Républicains, Divers droite, Société civile et Apparentés | Catherine Bolze          |       | VIA                                                                               |
| Les Républicains, Divers droite, Société civile et Apparentés | Jean-Yves Noyrey         |       | LR                                                                                |
| Les Républicains, Divers droite, Société civile et Apparentés | Nathalie Péju            |       | LR                                                                                |
| Les Républicains, Divers droite, Société civile et Apparentés | Freddy Rey               |       | DVD                                                                               |
| Les Républicains, Divers droite, Société civile et Apparentés | Katia Serrano            |       | DVD                                                                               |
| Les Républicains, Divers droite, Société civile et Apparentés | Martine Venturini        |       | DVD                                                                               |
| Les Écologistes                                               | Zerrin Bataray           |       | G·s                                                                               |
| Les Écologistes                                               | David Buisson            |       | GÉ                                                                                |
| Les Écologistes                                               | Pierre-Henri Janot       |       | ÉCO                                                                               |
| Les Écologistes                                               | Myriam Laïdouni-Denis    |       | EÉLV                                                                              |
| Les Écologistes                                               | Vincent Gay              |       | EÉLV (siège depuis septembre 2022, supplée Gabriel Amard)                         |
| Les Écologistes                                               | Véronique Vermorel       |       | ÉCO                                                                               |
| Socialiste, Écologiste et Démocrate                           | Marie-Noëlle Battistel   |       | PS                                                                                |
| Socialiste, Écologiste et Démocrate                           | Christophe Bouvier       |       | PS                                                                                |
| Socialiste, Écologiste et Démocrate                           | Stéphane Gemmani         |       | CÉ puis PS                                                                        |
| Rassemblement national                                        | Alexis Jolly             |       | RN                                                                                |
| Rassemblement national                                        | Christel Dupre           |       | RN                                                                                |
| Rassemblement national                                        | Alexandre Moulin-Comte   |       | RN                                                                                |
| UDI, Centristes et Apparentés                                 | Michèle Cedrin           |       | DVD                                                                               |
| UDI, Centristes et Apparentés                                 | Sandrine Chaix           |       | UDI-LC                                                                            |
| Insoumis et Communistes                                       | Gabriel Amard            |       | LFI (démissionne après être devenu député de la sixième circonscription du Rhône) |
| PRG                                                           | Sarah Boukaala           |       | PRG                                                                               |

## Mandature 2015-2021
L'Isère compte 34 conseillers régionaux au niveau du département sur les 204 élus du conseil régional d'Auvergne-Rhône-Alpes.
| Groupe politique                                      | Nom                          | Parti | Parti            |
| ----------------------------------------------------- | ---------------------------- | ----- | ---------------- |
| Les Républicains, divers droite et société civile     | Yannick Neuder               |       | Les Républicains |
| Les Républicains, divers droite et société civile     | Carole Montillet             |       | DVD              |
| Les Républicains, divers droite et société civile     | Nathalie Beranger            |       | Les Républicains |
| Les Républicains, divers droite et société civile     | Thierry Kovacs               |       | Les Républicains |
| Les Républicains, divers droite et société civile     | Gilles Chabert               |       | Les Républicains |
| Les Républicains, divers droite et société civile     | Olivier Bonnard              |       | Les Républicains |
| Les Républicains, divers droite et société civile     | Marie-Thérèse Lambert        |       | DVD              |
| Les Républicains, divers droite et société civile     | Philippe Langenieux-Villard  |       | Les Républicains |
| Les Républicains, divers droite et société civile     | Marie-Claire Terrier         |       | DVD              |
| Les Républicains, divers droite et société civile     | Raymond Feyssaguet           |       | DVD              |
| Les Républicains, divers droite et société civile     | Chokri Badreddine            |       | Les Républicains |
| Les Républicains, divers droite et société civile     | Catherine Bolze Mante        |       | PCD              |
| Les démocrates                                        | Lionel Filippi               |       | UDI              |
| Les démocrates                                        | Virginie Pfanner             |       | UDI              |
| Les démocrates                                        | Sandrine Chaix               |       | UDI              |
| MoDem et indépendants                                 | Michèle Cedrin               |       | MoDem            |
| La Région en marche                                   | Olivier Veran                |       | LREM-TdP         |
| La Région en marche                                   | Marjolaine Meynier-Millefert |       | LREM-TdP         |
| Socialistes, démocrates, écologistes et apparentés    | Eliane Giraud                |       | PS               |
| Socialistes, démocrates, écologistes et apparentés    | Philippe Reynaud             |       | PS               |
| Socialistes, démocrates, écologistes et apparentés    | Christian Pichoud            |       | DVG              |
| Socialistes, démocrates, écologistes et apparentés    | Dominique Roux               |       | PS               |
| Socialistes, démocrates, écologistes et apparentés    | Stéphane Gemmani             |       | Cap21            |
| L'humain d'abord, PCF - Front de gauche               | Patrice Voir                 |       | PCF              |
| Parti radical de gauche                               | Sarah Boukaala               |       | PRG              |
| Rassemblement des citoyens, écologistes et solidaires | Myriam Laïdouni-Denis        |       | EÉLV             |
| Rassemblement des citoyens, écologistes et solidaires | Émilie Marche                |       | PG-LFI           |
| Front national                                        | Bruno Desies                 |       | FN               |
| Front national                                        | Muriel Burgaz                |       | FN               |
| Front national                                        | Alexis Jolly                 |       | FN               |
| Front national                                        | Marie de Kervereguin         |       | FN               |
| Front national                                        | Alain Breuil                 |       | FN               |
| Front national                                        | Béatrix Bolvin               |       | FN               |
| Front national                                        | Olivier Amos                 |       | FN               |

### Élu membre de l'exécutif
- Yannick Neuder (LR) : 11e vice-président à l'enseignement supérieur.

## Mandature 2010-2015
L'Isère compte 31 conseillers régionaux sur les 156 élus qui composent l'assemblée du conseil régional de Rhône-Alpes, issue des élections des 14 et 21 mars 2010. À la suite d'un recours déposé par Bruno Gollnisch, le Conseil d'État ne peut attribuer « avec certitude » le 157e et dernier siège de l'assemblée régionale (celui de l'iséroise Maryvonne Boileau). La décision du Conseil d'État ramène l'hémicycle régional à 156 élus et prive Maryvonne Boileau de son siège, et donc l'Isère, d'un 32e conseiller régional.
Composition par ordre décroissant du nombre d'élus :
- PSEA : 9 élus
- EELV : 7 élus
- UDC-APP : 7 élus
- FdG : 3 élus
- FN : 2 élus
- PRG-GE-APP : 2 élus
- NA : 1 élu[3]

| Identité                   | Étiquette   | Groupe                                                                                        | Autres mandats/fonctions |
| -------------------------- | ----------- | --------------------------------------------------------------------------------------------- | --- |
| François Auguste           | PCF         | Front de Gauche, Ensemble, Communistes, Parti de Gauche, Gauche unitaire et partenaires (FdG) | Membre du PNR du Vercors |
| Marie-Noëlle Battistel     | PS          | Groupe Socialiste, Écologiste et Apparentés (PSEA)                                            | Députée de la 4e circonscription de l'Isère, maire de La Salle-en-Beaumont, conseillère de la Communauté de communes du Pays de Corps                                                   |
| Corinne Bernard            | EÉ          | Groupe Europe Écologie Les Verts (EELV)                                                       | Vice-présidente du PNR du Vercors |
| Maryvonne Boileau          | EÉ          | Groupe Europe Écologie Les Verts (EELV)                                                       | Conseillère municipale de Grenoble |
| Sarah Boukaala             | PRG         | Parti Radical de Gauche et Apparentés (PRG-APP)                                               | 5e conseillère déléguée du Conseil régional à la jeunesse |
| Vincent Chriqui            | UMP         | Union de la Droite et du Centre et Apparentés (UDC-APP)                                       | |
| Elyette Croset Bay         | PS          | Groupe Socialiste, Écologiste et Apparentés (PSEA)                                            | Adjointe au maire de L'Isle-d'Abeau |
| Mireille d'Ornano          | FN          | Front National                                                                                | |
| Fabien de Sans Nicolas     | UMP         | Union de la Droite et du Centre et Apparentés (UDC-APP)                                       | Conseiller municipal de Grenoble |
| Gwendoline Delbos-Corfield | EÉ          | Groupe Europe Écologie Les Verts (EELV)                                                       | Conseillère municipale de Grenoble |
| Maurice Faurobert          | FN          | Front National                                                                                | |
| Alexandre Gabriac          | MJN (ex-FN) | Non Apparentés (NA)                                                                           | |
| Arlette Gervasi            | PS          | Groupe Socialiste, Écologiste et Apparentés (PSEA)                                            | 6e adjointe au maire de Voiron, conseillère de la Communauté d'agglomération du Pays voironnais                                                                                         |
| Éliane Giraud              | PS          | Groupe Socialiste, Écologiste et Apparentés (PSEA)                                            | 1re conseillère déléguée du Conseil régional à l'administration générale et aux Parcs naturels régionaux, présidente du PNR de la Chartreuse                                            |
| Thierry Kovacs             | UMP         | Union de la Droite et du Centre et Apparentés (UDC-APP)                                       | Adjoint au maire de Vienne chargé du logement et des déplacements, vice-président de la Communauté d'agglomération du Pays viennois et président de l'office public de l'habitat ADVIVO |
| Gérard Leras               | Les Verts   | Groupe Europe Écologie Les Verts (EELV)                                                       | 3e conseiller spécial du Conseil régional délégué à la politique foncière |
| Guillaume Lissy            | PS          | Groupe Socialiste, Écologiste et Apparentés (PSEA)                                            | Conseiller municipal de Seyssinet-Pariset |
| Belkacem Lounès            | CMA         | Groupe Europe Écologie Les Verts (EELV)                                                       | |
| Fabrice Marchiol           | UMP         | Union de la Droite et du Centre et Apparentés (UDC-APP)                                       | Maire de La Mure, conseiller de la Communauté de communes de la Matheysine |
| Élisa Martin               | PG          | Front de Gauche, Ensemble, Communistes, Parti de Gauche, Gauche unitaire et partenaires (FdG) | Adjointe au maire de Saint-Martin-d'Hères |
| Pierre Mériaux             | EÉ          | Groupe Europe Écologie Les Verts (EELV)                                                       | |
| Philippe Mignot            | PS          | Groupe Socialiste, Écologiste et Apparentés (PSEA)                                            | Maire de Beaurepaire, conseiller et vice-président chargé des finances de la Communauté de communes du Territoire de Beaurepaire                                                        |
| Marie-Odile Novelli        | Les Verts   | Groupe Europe Écologie Les Verts (EELV)                                                       | 3e vice-présidente du Conseil régional déléguée au logement, à la politique de la Ville et aux Solidarités, conseillère municipale de Meylan                                            |
| Sylvie Pellat-Finet        | NC          | Union de la Droite et du Centre et Apparentés (UDC-APP)                                       | |
| Éric Piolle                | EÉ          | Groupe Europe Écologie Les Verts (EELV)                                                       | |
| Christiane Puthod          | PCF         | Front de Gauche, Ensemble, Communistes, Parti de Gauche, Gauche unitaire et partenaires (FdG) | 9e vice-présidente du Conseil régional déléguée à l'emploi, au dialogue et à l'innovation sociale, aux contrats territoriaux emploi formation                                           |
| Andrée Rabilloud           | PRV         | Union de la Droite et du Centre et Apparentés (UDC-APP)                                       | Maire de Saint-Agnin-sur-Bion, conseillère et vice-présidente de la Communauté de communes de la région Saint-Jeannaise                                                                 |
| Philippe Reynaud           | PS          | Groupe Socialiste, Écologiste et Apparentés (PSEA)                                            | Adjoint au maire de Tignieu-Jameyzieu |
| Jérôme Safar               | PS          | Groupe Socialiste, Écologiste et Apparentés (PSEA)                                            | 1er adjoint au maire de Grenoble |
| David Smétanine            | PS          | Groupe Socialiste, Écologiste et Apparentés (PSEA)                                            | |
| Bernard Soulage            | PS          | Groupe Socialiste, Écologiste et Apparentés (PSEA)                                            | 12e vice-président du Conseil régional délégué à l'Europe et aux Relations internationales                                                                                              |
| Marie-Christine Tardy      | UMP         | Union de la Droite et du Centre et Apparentés (UDC-APP)                                       | Maire de Meylan, conseillère de la Communauté d'agglomération Grenoble Alpes Métropole                                                                                                  |

## Mandature 2004-2010
Les 32 conseillers régionaux de l'Isère élus lors des élections des 21 et 28 mars 2004.
- PS : Bernard Soulage, Éliane Giraud, Maria-Carmen Conesa, Philippe Mignot, Hocine Mahnane, Élisa Martin, Arlette Gervasi, Jérôme Safar, Armand Bonnamy, Francis Gimbert
- UMP : Marie-Christine Tardy, Fabrice Marchiol, Colette Tabeling, Jean-Pierre Girard, Thierry Kovacs
- Les Verts : Éric Grasset, Béatrice Janiaud, Gérard Leras, Marie-Odile Novelli, Cécile Viallon
- UDF : Morad Bachir-Chérif, Andrée Rabilloud, Sylvie Pellat-Finet
- PCF : Patrice Voir, Danielle Lebail, Françoise Gerbier
- DVG : Capucine Le Douarin, Jean-Michel Revol
- PRG : Serge Nocodie
- FN : Maurice Faurobert, Françoise Lebrun, Hugues Petit

## Mandature 1998-2004
Les 29 conseillers régionaux de l'Isère élus lors des élections du 15 mars 1998.
- Liste Gauche Plurielle
  - Groupe PS-PRG-DVG et Apparentés : Armand Bonnamy, Éliane Giraud, Bernard Soulage, Arlette Gervasi, Jean-Michel Revol, Jacqueline Balluet, Gérald Eudeline, Jean-Noël Salmon, Frédéric Vergez (MRC).
  - Groupe des Conseillers régionaux Communistes et Républicains de Rhône-Alpes : François Auguste, Françoise Gerbier, Patrice Voir
- Liste RPR-UDF
  - Groupe ORA - RPR/UDF Indépendants, Oui à Rhône-Alpes : Anna Bret, Pierre Gimel, Marie-Christine Tardy, Jean-Pierre Girard
  - Groupe RPR - Rassemblement pour la Région Rhône-Alpes : Philippe Langenieux-Villard, Matthieu Chamussy
  - Groupe UDF et Apparentés pour Rhône-Alpes : Jacques Remiller, Charles Personnaz
- Liste Front National
  - Groupe MNR élu sous l'étiquette FN : Éric Brunot, Alain Dugelay, Daniel Meurice, Christian Vellieux
  - Groupe Front national : Hugues Petit, Georges Theil
- Liste de RPR dissidents
  - Groupe Indépendance, Entreprise et Ruralité : Pierre Gascon, Paul de Belval, Thierry Kovacs
- Liste Les Verts
  - Groupe Les Verts : Françoise Bousson

## Mandature 1992-1998
- PS : François Brottes, André Vallini
- GE : Thierry Lehnebach
- Verts : Brigitte Legal-Robinet et Pierre Veixliard remplacés à mi- mandat par Raymond Avrillier et Marie Odile Novelli

RPR : Philippe Langenieux-Villard, Richard Cazenave

## Mandature 1986-1992
- PS : Didier Migaud, Yves Pillet

Philippe Langenieux-Villard, Richard Cazenave